# Čkalovskaja (stanice metra v Nižním Novgorodě)
Čkalovskaja (rusky Чкаловская) je jedna ze stanic metra Nižního Novgorodu. Nachází se v Kanavinském rajónu, na Avtozavodské lince metra, v její severní části a pojmenována je podle nedaleké ulice.
Jedná se o mělce založenou jednolodní stanici velmi minimalistického provedení. Má ostrovní nástupiště, stěny, plynule přecházející v strop jsou pouze omítnuté, nad kolejemi se nachází jen několik řad obkladů z hnědého mramoru. Výstupy ze stanice vycházejí dva, každý do jednoho mělce založenéhop podpovrchového vestibulu. V jednom z nich je umístěna i Čkalovova busta. Čkalovskaja je jednou z nejstarších stanic, otevřena byla 20. listopadu 1985 jako součást prvního úseku podzemní dráhy.